# Craig Edwards (Snookerspieler)
Craig Edwards (* 23. Dezember 1968) ist ein ehemaliger englischer Snookerspieler, der zwischen 1988 und 1997 für neun Saisons auf der Profitour spielte. Der Finalist der English Amateur Championship 1988 erreichte in dieser Zeit unter anderem das Achtelfinale der European Open 1990 und die Hauptrunde der Snookerweltmeisterschaft 1991 sowie für zwei Spielzeiten Rang 61 der Snookerweltrangliste.

## Karriere
Mit 16 Jahren nahm Edwards, der aus Grimsby kommt, 1985 erstmals an einem Event der WPBSA Pro Ticket Series, einer Serie von Qualifikationsturnieren für die Profitour, teil, verlor aber sein Auftaktspiel. Wenig später erreichte er jedoch bei einem Event der gleichen Turnierserie das Finale, unterlag in diesem aber Tony Wilson. Bei anderen Ausgaben der Events hatte er jedoch weniger Erfolg und schied immer wieder früh aus. 1987 nahm er an der U21-Amateurweltmeisterschaft teil und verlor in der ersten Runde der Hauptrunde; 1988 zog er bei der English Amateur Championship ins Finale der Qualifikation ein und qualifizierte sich dort mit einem Sieg über David Rippon für das Endspiel um die Meisterschaft, das er allerdings gegen Barry Pinches verlor. Im selben Jahr nahm er an den Professional Play-offs teil und gewann sein Spiel mit 10:9 über Profispieler Derek Heaton. Infolgedessen wurde er zur Saison 1988/89 selbst Profispieler.
Während seiner ersten Profisaison konnte Edwards teils solide Ergebnisse erzielen und erreichte bei den British Open mit der Runde der letzten 64 die erste Hauptrunde und die äquivalente vorletzte Qualifikationsrunde der Snookerweltmeisterschaft sowie die Runde der letzten 32 der European Open. Erfolgreich war er vor allem bei Non-ranking-Turnieren, so erreichte er beispielsweise das Achtelfinale der English Professional Championship. Prompt konnte er sich auch auf der Weltrangliste platzieren und wurde nun auf Rang 69 geführt. Nachdem er in der nächsten Saison bei zwei weiteren Ranglistenturnieren in der Runde der letzten 64 ausgeschieden war und mit dem Achtelfinale bei den European Open das beste Ergebnis seiner Karriere bei einem Ranglistenturnier erzielt hatte, verbesserte er sich auf Rang 61. Die Saison 1990/91 war jedoch weitestgehend geprägt von Qualifikationsniederlagen, davon ausgenommen war zunächst nur die Benson and Hedges Satellite Championship, ein Non-ranking-Turnier, bei dem Edwards die Runde der letzten 32 erreichte. Beim vorletzten Ranglistenturnier der Saison, den European Open, zog Edwards aber in die Hauptrunde und dort in die Runde der letzten 32 ein. Bei der anschließenden Snookerweltmeisterschaft erreichte er zudem die letzte Qualifikationsrunde und besiegte dort James Wattana mit 10:8, womit er auch hier die Hauptrunde erreichte. Im Crucible Theatre, dem Spielort der WM-Hauptrunde, unterlag er jedoch in seinem ersten Spiel Tony Meo. Dennoch verhalfen ihm diese beiden Turniere dazu, seinen 61. Platz auf der Rangliste zu halten. Diesen Platz konnte er auch nie überbieten; es ist die beste Platzierung seiner Karriere.
In der Saison 1991/92 erreichte Edwards erneut einige Male eine Runde der letzten 64, kam diesmal jedoch nie über diese hinaus. 1992 nahm Edwards außerdem an einem Turnier der deutschen Nationaltour teil und erreichte das Halbfinale, in dem er sich Mark King geschlagen geben musste. Auch wenn er in der folgenden Saison neben dem Achtelfinale der Benson and Hedges Championship die Runde der letzten 32 der British Open erreichen konnte, konnte er den negativen Trend seiner Weltranglistenposition nicht aufhalten, sodass er sich 1993 auf Platz 89 wiederfand. Erst als er in der Saison 1993/94 auch bei der UK Championship die Runde der letzten 32 erreichte, gelang es ihm, den Trend kurzzeitig umzukehren und er verbesserte sich auf den 79. Platz der Rangliste. Doch die nächsten beiden Spielzeiten waren von Niederlagen geprägt, wodurch er nie die Hauptrunde eines Ranglistenturnieres erreichte. Abgestürzt auf Rang 149, gab er das Profisnooker auf und verlor 1997 nach neun Saisons seinen Profistatus. Zumindest 1999 versuchte Edwards sein Glück bei einem regionalen Qualifikations-Event für die English Amateur Championship, ohne letztere aber zu erreichen. Später begann sich Edwards, für Sportwetten zu interessieren, und begann die Website Edwards’ Tips, auf der er seine Tipps für Sportwetten mitteilt.

## Erfolge
| Ausgang         | Jahr | Turnier                                 | Finalgegner   | Ergebnis |
| --------------- | ---- | --------------------------------------- | ------------- | -------- |
| Amateurturniere |      |                                         |               |          |
| Zweiter         | 1986 | WPBSA Pro Ticket Series 88/89 – Event 1 | Tony Wilson   | 5:4      |
| Sieger          | 1988 | English Amateur Championship – North    | David Rippon  | 8:5      |
| Zweiter         | 1988 | English Amateur Championship            | Barry Pinches | 6:13     |
| Sieger          | 1988 | Professional Play-offs                  | Derek Heaton  | 10:9     |